# Megaselia ardua
Megaselia ardua är en tvåvingeart som beskrevs av Schmitz 1940. Megaselia ardua ingår i släktet Megaselia och familjen puckelflugor. Inga underarter finns listade i Catalogue of Life.